# Thomas Dixon Jr.
Thomas Frederick Dixon Jr. (n. 11 ianuarie 1864 - d. 3 aprilie 1946) a fost un supremațist american, politician, avocat, preot baptist, romancier, dramaturg și regizor. Caracterizat drept un „rasist profesionist”, Dixon a redactat două romance bestseller,The Leopard's Spots: A Romance of the White Man's Burden—1865–1900 (1902) și The Clansman: A Historical Romance of the Ku Klux Klan (1905), care au descris într-un mod pozitiv politica confederată, a susținut cauza pierdută a Confederației, s-a opus acordării de drepturi persoanelor de culoare și a glorificat organizația Ku Klux Klan. Regizorul D.W.Griffith a ecranizat lucrarea The Clansman în Nașterea unei Națiuni (1915), film care a contribuit la renașterea Klanului în secolul XX.

## Copilărie
Dixon s-a născut în Shelby, Carolina de Nord, fiul lui Thomas Jeremiah Frederick Dixon II și al Amandei Elvira McAfee, fiica unui colonist și proprietar de sclavi din Comitatul York, Carolina de Sud. Fratele său mai mare, preotul Amzi Clarence Dixon, a contribuit la editarea The Fundamentals, o serie de articole care au influențat fundamentalismul creștin, fiind considerat „unul dintre cei mai importanți preoți din acea perioadă”. Fratele său mai mic, Frank Fixon, a fost la rândul său preot.
Tatăl lui Dixon, Thomas J.F. Fixon Sr., cu origini anglo-scoțiene pe partea paternă și germane pe cea maternă, a fost un cunoscut preot baptist, proprietar de terenuri și de sclavi. Străbunicul său de pe partea maternă, Frederick Hambright, a fost un imigrant german care a luptat atât în miliția locală, cât și regimentele Carolina de Nord din Armata Continentală în timpul Războiului de Independență. Dixon Sr. a moștenit sclavi și proprietăți de la socrul primei sale soții; sclavii aveau o valoare de 100.000 dolari în 1862.
În adolescență, Dixon a lucrat la ferma familiei, o experiență pe care o caracteriza drept negativă, însă care l-a ajutat să înțeleagă situația omului muncitor. Acesta a crescut în epoca de reconstrucție a Statelor Unite. Confiscarea proprietăților familiei de către guvern, politicienii locali corupți, trupele unioniste răzbunătoare și starea de anarhie l-au transformat într-un opozant al reformelor reconstrucției.

### Relațiile familiei Dixon cu Ku Klux Klan
Tatăl lui Dixon, Thomas Dixon Sr., și unchiul său de pe partea maternă, Leroy McAfee, s-au alăturat Klanului în epoca reconstrucției cu scopul de a „instaura ordinea” într-o perioadă tumultoasă. McAfee a fost liderul Ku Klux Klan în Piedmont, Carolina de Nord. Dixon Jr. a rămas impresionat de unchiul său căruia i-a dedicat lucrarea The Clansman: „În memoria unui lider irlandezo-scoțian din Sud, unchiul meu, Colonelul Leroy McAfee, Grand Titan al Imperiului Invizibil Ku Klux Klan”. Dixon a menționat că una dintre cele mai vechi amintiri pe care le are include o paradă a organizației KKK pe străzile satului într-o noapte cu lună plină din 1869 când acesta avea cinci ani. Într-o altă amintire din copilărie, un soldat confederat acuza un bărbat de culoare de viol și cerea ajutorul familiei lui Dixon. Mama lui Dixon a lăudat Klanul după ce a spânzurat și împușcat presupusul violator în centrul orașului.

## Lucrări

### Romane
- The Leopard's Spots: A Romance of the White Man's Burden—1865–1900 (1902)
- The One Woman: A Story of Modern Utopia (1903)
- The Clansman: A Historical Romance of the Ku Klux Klan (1905)
- The Traitor: A Story of the Fall of the Invisible Empire (1907)
- Comrades: A Story of Social Adventure in California (1909)
- The Root of Evil (1911)
- The Sins of the Father: A Romance of the South (1912)
- The Southerner: A Romance of the Real Lincoln (1913)
- The Victim: A Romance of the Real Jefferson Davis (1914)
- The Foolish Virgin: A Romance of Today (1915)
- The Fall of a Nation. A Sequel to The Birth of a Nation (1916)
- The Way of a Man. A Story of the New Woman (1918)
- The Man in Gray. A Romance of North and South (1921)
- The Black Hood (1924)
- The Love Complex (1925). [17]
- The Sun Virgin (1929) (On Francisco Pizarro.)
- Companions (1931) (Based on The One Woman.)
- The Flaming Sword (1939)

### Teatru
- From College to Prison, piesă de teatru, Wake Forest Student, Ianuarie 1883.[17]
- The Clansman (1905).
- The Traitor (1908)[17]
- The Sins of the Father (1909)[17]
- Old Black Joe, one act (1912)
- The Almighty Dollar (1912)
- The Leopard's Spots (1913)
- The One Woman (1918)
- The Invisible Foe (1918).
- The Red Dawn: A Drama of Revolution
- Robert E. Lee,, piesă de teatru în cinci acte (1920)
- A Man of the People. A Drama of Abraham Lincoln (1920).

### Cinematografie
- Nașterea unei națiuni (1915)
- The Fall of a Nation (1916) (pierdut)
- The Foolish Virgin (1916)
- The One Woman (1918)
- Bolshevism on Trial (1919)
- Wing Toy (1921) (lost)
- Where Men Are Men (1921)
- Bring Him In (1921)
- Thelma (1922)
- The Mark of the Beast (1923)
- The Brass Bowl (1924)
- The Great Diamond Mystery (1924)
- The Painted Lady (1924)
- The Foolish Virgin (1924) (pierdut)
- Champion of Lost Causes (1925)
- The Trail Rider (1925)
- The Gentle Cyclone (1926)
- The torch; a story of the paranoiac who caused a great war (scenariu, 1934)
- Nation Aflame (1937)